# Єпархія Германіціани
Єпархія Германіціани (лат. Dioecesis Germanicianensis) — колишня християнська єпархія, сьогодні — титулярна єпархія Католицької Церкви.

## Історія
Єпархія Германіціани була розташована в римській провінції Бізацена, на території сучасного Тунісу. Немає точних відомостей про розташування головного міста єпархії. Можливі версії: розкопки Ксур-ель-Майєта, Меллул, розкопки Хаджіб-ель-Аюн.
Єдиним відомим єпископом цієї єпархії був Ямб, який брав участь у Карфагенському соборі 256 року, котрий скликав святий Кипріян Карфагенський для обговорення питання так званих lapsi (відпалих від віри).
Сьогодні Германіціана є титулярною єпархією Католицької Церкви.

## Єпископи
- Ямб † (згадується у 256)

## Титулярні єпископи
- Алойс Гартль † (13 червня 1921 — 22 липня 1923 помер)
- Хуан Састре-і-Рюторт † (29 квітня 1924 — 23 березня 1949 помер)
- Джозеф Гуффенс † (14 липня 1949 — 21 червня 1973 помер)
- Марко Рене Ревело Контрерас † (14 липня 1973 — 25 лютого 1981 призначений єпископом Санта-Ани)
- Філомено Гонсалес Бактоль (29 липня 1981 — 29 листопада 1988 призначений єпископом Наваля)
- Рафаель Санус Абад † (3 лютого 1989 — 13 травня 2010 помер)
- Венедикт Алексійчук (3 серпня 2010 — 20 квітня 2017 призначений єпископом Чиказьким УГКЦ)
- Андрій Рабій (від 8 серпня 2017)